# Crocidura pasha
Crocidura pasha — вид ссавців із родини мідицевих (Soricidae). Зустрічається в Ефіопії та Судані. Його природне середовище існування — суха савана Сахель.